# Fernando de Jesús
Fernando de Jesús (El Puerto de Santa María, 1924 - Madrid, 16 de septiembre de 2017) fue un escultor español.

## Trayectoria
Nacido en 1924, en 1942 se trasladó a Madrid para estudiar en la Escuela de Bellas Artes de San Fernando, donde se tituló en 1947 obteniendo los premios de Escultura y Dibujo. Desde entonces ha realizado grandes obras escultóricas y más de cuatrocientas medallas –que firma con sus iniciales, FJ- tanto conmemorativas como por propia iniciativa para su expresión personal, como la serie del Apocalipsis (1998). En este campo demuestra su verdadera vocación y la tradición de su oficio, destacando por su capacidad de aunar materia y forma en una misma concepción estética y simbólica.
Fernando de Jesús, considerado uno de los más destacados escultores de la segunda mitad del siglo XX en España, ha orientado gran parte de su trayectoria artística a la medalla. En ella ha encontrado un campo de expresión donde desarrollar su juego constructivista de volúmenes, masas y vacíos de un modo más personal que en la escultura de gran formato, siempre dentro de un lenguaje figurativo de rico contenido simbólico.
Fernando de Jesús es el medallista español de mayor fama internacional[cita requerida]. Ha recibido importantes premios, entre ellos el Premio Medalla de Oro “Tomás Francisco Prieto” en la Exposición Iberoamericana de Numismática y Medallística de Barcelona de 1958 –máximo galardón de la época-, o el Primer Premio “Cistaré” en 1977. Su obra ha estado presente en numerosas exposiciones individuales y colectivas.
El Museo Municipal de su ciudad natal cuenta con un interesante conjunto de sus esculturas estructuralistas.
Falleció en Madrid el 16 de septiembre de 2017.